# 奎屯峰
奎屯峰是中国、蒙古国以及俄罗斯三国的三边交界点，海拔4104米，属于阿尔泰山脉，更小范围为塔弯博格多山岭。

## 外部资料
苏联地形图M45-104 （页面存档备份，存于）